# (1506) Xosa
(1506) Xosa ist ein Asteroid des Hauptgürtels, der am 15. Mai 1939 vom südafrikanischen Astronomen Cyril V. Jackson in Johannesburg entdeckt wurde. 
Der Name des Asteroiden ist vom afrikanischen Volk der Xhosa abgeleitet.